# 広島県道398号新山府中線
広島県道398号新山府中線（ひろしまけんどう398ごう にいやまふちゅうせん）は、広島県福山市から府中市に至る一般県道である。

## 概要
福山市駅家町大字新山から府中市高木町に至る。

### 路線データ
- 起点：福山市駅家町大字新山（広島県道419号坂瀬川駅家線交点）
- 終点：府中市高木町（国府小学校入口交差点、国道486号交点、広島県道48号府中松永線起点）
- 総延長：10.2 km
- 通行不能区間：福山市駅家町大字助元 - 福山市新市町大字下安井

## 歴史
- 1960年（昭和35年）10月10日 - 広島県告示第682号により広島県道214号新山府中線として認定される。
- 1972年（昭和47年）11月1日 - 広島県の県道番号再編により現行の県道番号に変更される。
- 1975年（昭和50年）2月1日 - 芦品郡駅家町が福山市に編入されたことにより起点の地名表記が変更される（芦品郡駅家町新山→福山市駅家町新山）。
- 2003年（平成15年）2月3日 - 途中にあった芦品郡新市町が福山市に編入される。

## 路線状況

### 重複区間
- 広島県道26号新市七曲西城線（福山市新市町大字宮内・宮内（中）交差点 - 福山市新市町宮内・中央中学校入口（北）交差点）

### 道路施設

#### 橋梁
- 藤之森橋（神谷川、福山市新市町大字下安井）

## 地理

### 通過する自治体
- 広島県
  - 福山市 - 府中市

### 交差する道路
| 交差する道路                                           | 市町村名 | 交差する場所   | 交差する場所                |
| ------------------------------------------------------ | -------- | -------------- | --------------------------- |
| 広島県道419号坂瀬川駅家線 広島県道462号百谷新市線 重複 | 福山市   | 駅家町大字新山 | 起点                        |
| 通行不能区間                                           |          |                |                             |
| 広島県道26号新市七曲西城線 重複区間起点                | 福山市   | 新市町大字宮内 | 宮内（中）交差点            |
| 広島県道26号新市七曲西城線 重複区間終点                | 福山市   | 新市町大字宮内 | 中央中学校入口（北）交差点  |
| 国道486号 広島県道48号府中松永線                       | 府中市   | 高木町         | 国府小学校入口交差点 / 終点 |

### 交差する鉄道
- 福塩線

### 沿線
- 服部大池 - 江戸時代初頭に築造されたため池。人柱伝説がある。
- 蛇円山 - 標高545.8 m。備後富士とも称され、頂上近くまで車で行ける。蛇園山とも表記する。
- 吉備津神社 - 毎年節分の日（2月3日）にほら吹き大会が行われる。
- 神谷川（かやがわ） - 芦田川支流。
- JR西日本福塩線 高木駅
- 府中市立国府小学校